# DFS Furniture
DFS Furniture PLS, antes Direct Furnishing Supplies, es una empresa minorista de mobiliario con sede en Reino Unido, especializa en sofás y sillones. En el mercado británico, DFS tiene 102 establecimientos y emplea a más de 4.000 personas. Es el segundo grupo que más muebles vende, por detrás de Ikea y en el año 2014, ejercicio cerrado el 1 de agosto, DFS Furniture facturó 913,1 millones de libras.

## Historia
DFS fue fundada por Herbert Hardy y más tarde comprada por Graham Kirkham en 1969. Kirkham empezó a hacer mobiliario de bajo coste y a vender directamente al público a precios muy competitivos.

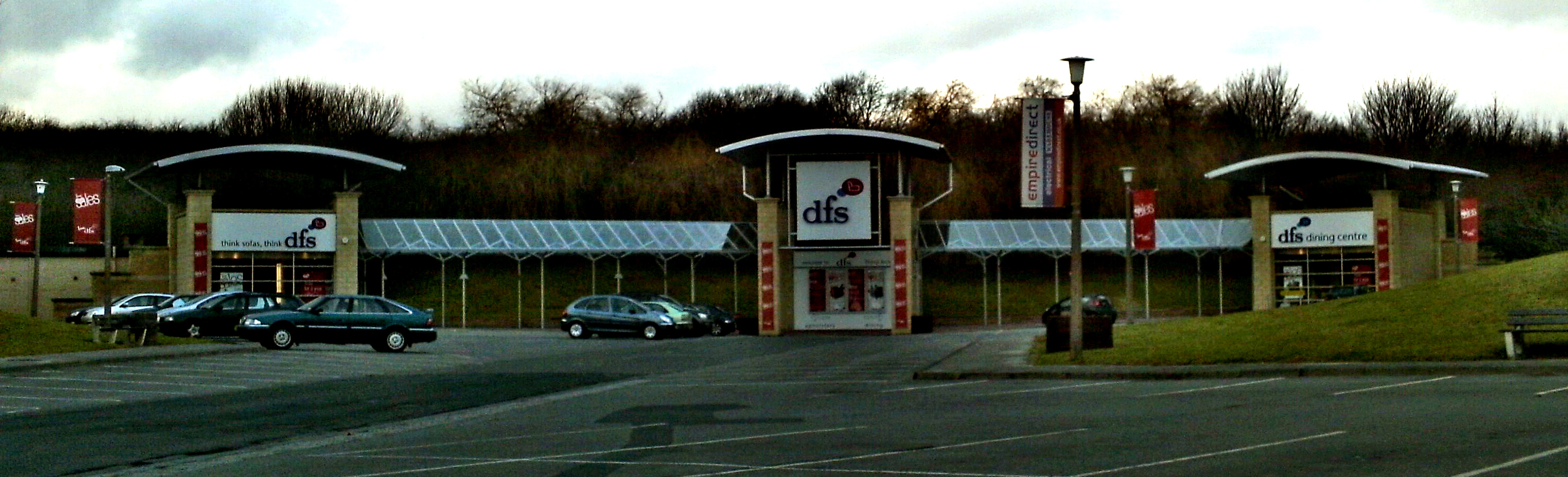
Sede de DFS en Wetherby, Yorkshire del Oeste

En 1983, DFS se había convertido en uno de los proveedores más grandes del tapizado de Gran Bretaña. Kirkham Lo compró y lo rebautizó como DFS Furniture. En 1993, DFS salió a Bolsa y fue valorado en £271 millones de libras. Kirkham y algunos familiares poseen más de la mitad de la empresa.
En 1998, DFS anunció una reestructuración. La compañía presentó modelos más jóvenes y en 2000 DFS volvió a anunciar beneficios. Pero el resurgimiento era aparente. Un fondo de capital riesgo se hizo con parte de la empresa.
Kirkham declaró al Correo de Yorkshire: No tengo ningún hobby, esto es mi hobby. Soy un emprendedor. Es como si sintiera la adrenalina que corre a través de mis venas.

## Cronología reciente
- 2010: En abril de 2010,  DFS anuncia que ha vendido una parte de su empresa al fondo de capital riesgo Advent International por un monto de £500 millones.[7]
- 2013: DFS adquiere Sofa Workshop, empresa minorista británica.
- 2014: DFS compra Dwell en agosto de 2014.[8][9]
- 2015: Desde el 6 de marzo de 2015, la compañía cotiza en la Bolsa de valores de Londres.[10] En octubre DFS anuncia la compra de un pequeño fabricante de sofás de Murcia (España), para llevar sus productos a cerca de un millón de británicos residentes en la costa española.[1]

## Marketing
Durante las décadas de 1980 y 1990, DFS hizo campañas de publicidad muy agresivas. En diciembre de 2008, un anuncio televisivo de DFS fue prohibido por la autoridad publicitaria de Reino Unido.